# Izabelin (gmina Kramsk)
Izabelin – wieś w Polsce położona w województwie wielkopolskim, w powiecie konińskim, w gminie Kramsk. Izabelin wraz z Lutnią tworzą sołectwo Izabelin.
W latach 1975–1998 miejscowość należała administracyjnie do województwa konińskiego.
Wieś związana jest z początkami sanktuarium maryjnego w Licheniu Starym. Osiedlił się tutaj po konfiskacie mienia za udział w zrywach niepodległościowych i został kowalem pochodzący z Izbicy Kujawskiej dziedzic i powstaniec Tomasz Kłossowski. Podczas Bitwy Narodów miał on wizję Maryi, a wdzięczny za ocalenie po latach poszukiwań odnalazł obraz zgodny z tymi objawieniami, który do dziś uchodzi za cudowny. Obrazek ten przywieziony z Lgoty pod Częstochową początkowo Kłossowski umieścił w swoim domu w Izabelinie, a niedługo przed śmiercią przeniósł go do pobliskiego lasu w Grąblinie.